# Alferio Pappacarbone

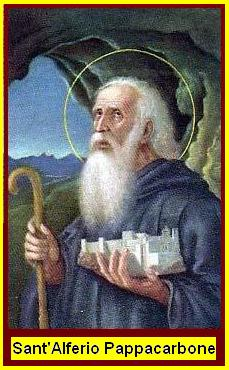
Zeichnung von Alferio Pappacarbone

Alferio Pappacarbone (* im 10. Jahrhundert in Salerno; † 12. April 1050 in der Abtei Cava) gilt als Begründer der Benediktinerabtei Cava de’ Tirreni. Er wird in der katholischen Kirche als Heiliger verehrt. Seine Verehrung wurde am 21. Dezember 1893 von Papst Leo XIII. bestätigt. Sein Gedenktag in der Liturgie ist der 12. April. Er wird als alter Mann mit Hirtenstab (Symbol für die Abtswürde) und einem Modell der Abtei auf dem linken Arm dargestellt.

## Bibliografien
- Joseph Ratzinger: Saints. Gli autentici apologeti della Chiesa., Lindau Edizioni, Turin 2007. ISBN 978-88-7180-706-5